# Associazione Calcio Imolese 2003-2004
Questa pagina raccoglie le informazioni riguardanti l'Associazione Calcio Imolese nelle competizioni ufficiali della stagione 2003-2004.

## Rosa
| N. |                   | Ruolo | Calciatore        |
| -- | ----------------- | ----- | ----------------- |
|    | Italia (bandiera) | A     | Simone Barile     |
|    | Italia (bandiera) | C     | Simone Batti      |
|    | Italia (bandiera) | D     | Andrea Borsa      |
|    | Italia (bandiera) | C     | Alfonso Caruso    |
|    | Italia (bandiera) | A     | Alberto Castioni  |
|    | Italia (bandiera) | C     | Roberto Castorina |
|    | Italia (bandiera) | P     | Giacomo Celeste   |
|    | Italia (bandiera) | A     | Marco Gabriellini |
|    | Italia (bandiera) | C     | Jacopo Galbiati   |
|    | Italia (bandiera) | D     | Imerio Gallina    |
|    | Italia (bandiera) | C     | Fabio Lorenzin    |
|    | Italia (bandiera) | C     | Francesco Lovatin |
|    | Italia (bandiera) | D     | Simone Madocci    |

| N. |                    | Ruolo | Calciatore            |
| -- | ------------------ | ----- | --------------------- |
|    | Brasile (bandiera) | A     | Marcos Ariel de Paula |
|    | Italia (bandiera)  | C     | Dario Mileo           |
|    | Italia (bandiera)  | D     | Dario Milianti        |
|    | Italia (bandiera)  | P     | Mayco Morterastelli   |
|    | Italia (bandiera)  | D     | Marco Morbiducci      |
|    | Italia (bandiera)  | D     | Diego Nanni           |
|    | Italia (bandiera)  | A     | Matteo Negrini        |
|    | Italia (bandiera)  | D     | Manuel Parla          |
|    | Italia (bandiera)  | A     | Cristian Polidori     |
|    | Italia (bandiera)  | C     | Yuri Recchi           |
|    | Italia (bandiera)  | C     | Nathan Schiavon       |
|    | Italia (bandiera)  | D     | Matteo Tosi           |